# Maksim Sjabalin

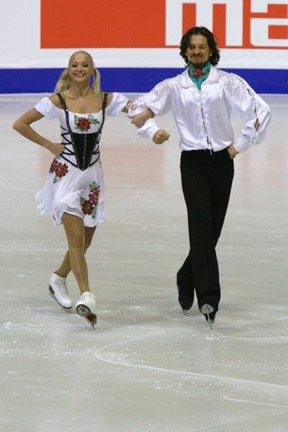
Maksim Sjabalin en Oksana Domnina

Maksim Andrejevitsj Sjabalin (Russisch: Максим Андреевич Шабалин) (Samara, 25 januari 1982) is een Russische kunstschaatser.
Sjabalin is actief in het ijsdansen en sinds 2002 is Oksana Domnina zijn vaste sportpartner. Zij trainen bij Natalia Linitchuk en Gennadi Karpanossov. Voorheen reed hij onder andere met Margarita Toteva en Elena Chaliavina.
Met Elena Chaliavina werd hij derde en tweede op het WK voor junioren in 2001 en 2002. Met Oksana Domnina werd hij wereldkampioen bij de junioren in 2003. Op het EK van 2007 wonnen ze de zilveren medaille en op het EK van 2008 veroverden ze de Europese titel. Op het WK van 2009 voegden ze daar, na een jaar blessureleed, een tweede titel aan toe. In het seizoen 2009/10 behaalden ze op het EK hun tweede Europese titel binnen, tijdens de Olympische Winterspelen in Vancouver behaalden ze de bronzen medaille.

## Persoonlijke records
Met Oksana Domnina
| records                | punten | datum      | toernooi |
| ---------------------- | ------ | ---------- | -------- |
| Hoogste totaalscore    | 207.64 | 22-02-2010 | OS 2010  |
| Hoogste verplichte kür | 43.76  | 19-02-2010 | OS 2010  |
| Hoogste originele kür  | 64.68  | 26-03-2009 | WK 2009  |
| Hoogste vrije kür      | 104.99 | 25-01-2008 | EK 2008  |

## Belangrijke resultaten
2000-2002 met Elena Chaliavina, vanaf 2003 met Oksana Domnina
| Kampioenschap           | 99/00 | 00/01  | 01/02  | 02/03 | 03/04  | 04/05 | 05/06  | 06/07  | 07/08 | 08/09 | 09/10 |
| ----------------------- | ----- | ------ | ------ | ----- | ------ | ----- | ------ | ------ | ----- | ----- | ----- |
| Olympische Spelen       |       |        |        |       |        |       | 9e     |        |       |       | Brons |
| Wereldkampioenschap     |       |        |        | 15e   | 10e    | 8e    | 7e     | 5e     |       | Goud  |       |
| Europees kampioenschap  |       |        |        | 12e   | 7e     | 6e    | 6e     | Zilver | Goud  | tzt   | Goud  |
| Nationaal kampioenschap |       |        |        | Brons | Zilver | Goud  | Zilver | Goud   |       |       | Goud  |
| WK junioren             | 10e   | Brons  | Zilver | Goud  |        |       |        |        |       |       |       |
| NK Junioren             | Brons | Zilver | Goud   |       |        |       |        |        |       |       |       |